# インドレク・ゼリンスキ
インドレク・ゼリンスキ（Indrek Zelinski、1974年11月13日）は、旧ソビエト連邦（エストニア）・パルヌ出身の元サッカー選手、サッカー指導者。ポジションはFW。
エストニアを代表するストライカーの一人。代表通算得点27は、エストニア代表史上歴代2位の記録である。

## タイトル
- エストニアン・フットボーラー・オブ・ザ・イヤー:1回

2001